# 竹中均
竹中 均（たけなか ひとし、1958年5月5日 - ）は、日本の社会学者、早稲田大学教授。専攻は理論社会学、比較社会学。

## 経歴
1990年、早稲田大学第一文学部社会学科を卒業。1995年、大阪大学大学院人間科学研究科社会学専攻博士後期課程を単位取得満期退学。
その後は大阪大学人間科学部助手に採用された。1999年、学位論文「社会理論としての民藝：日本的オリエンタリズムを超えるために」を大阪大学に提出して博士号(人間科学)を取得。神戸市外国語大学助教授。2007年より准教授、2009年に教授に昇進。2011年、早稲田大学文学部教授となった。

## 家族・親族
- 父：姜在彦は歴史学者(朝鮮近代史)。
- 母：竹中恵美子は社会学者。

## 著作

### 著書
- 『柳宗悦・民藝・社会理論 カルチュラル・スタディーズの試み』明石書店 1999
- 『精神分析と社会学 二項対立と無限の理論』明石書店 明石ライブラリー 2004
- 『自閉症の社会学 もう一つのコミュニケーション論』世界思想社 2008
- 『精神分析と自閉症 フロイトからヴィトゲンシュタインへ』講談社選書メチエ 2012
- 『自閉症とラノベの社会学』晃洋書房 2016
- 『「自閉症」の時代』講談社現代新書 2020 [5]
- 『自閉症が文化をつくる』世界思想社 2023
- 『柳宗悦と民藝　物と場所の思考』関西学院大学出版会 2024

### 論文
- 竹中均(CiNii)